# Brian Cappelletto
Brian Cappelletto (né en 1969 à Chicago) est un joueur américain de Scrabble qui a remporté le Championnat du monde de Scrabble anglophone en 2001. Il s'est qualifiés deux fois pour la finale des Championnats du monde, en 1991 (1re édition des Champions du monde) où il a perdu, et en 2001, 10 ans plus tard, où il a remporté le Championnat du monde face à Joel Wapnick dans la finale.
Cappelletto était l'un des premiers enfants prodiges du monde du Scrabble anglophone et a participé aux championnats des États-Unis pour la première fois quand il avait 17 ans. En 1998, à l'âge de 28 ans, il a remporté le championnat national des États-Unis et est actuellement classé 1er de l'État de l'Illinois.

## Palmarès
- Or : Championnat du monde 1999
- Or : North-American Scrabble Championship 1983
- Or : Championnat du Canada 1998 2011
- Or : Niagara Falls International Open 2015
- Argent  : Championnat du monde 1993
- Argent  : Championnat du monde 2001
- Argent  : North-American Scrabble Championship 1992
- Argent  : North-American Scrabble Championship 2014
- Bronze :  North-American Scrabble Championship 1988
- Bronze :  North-American Scrabble Championship 2008
- Bronze :  North-American Scrabble Championship 2012
- Bronze : Championnat du Canada  1996 2008

| Année | World SC | North American SC | Canadian SC | Niagara Falls |
| ----- | -------- | ----------------- | ----------- | ------------- |
| 1978  |          | 24e               |             |               |
| 1979  |          |                   |             |               |
| 1980  |          | 10e               |             |               |
| 1981  |          |                   |             |               |
| 1982  |          |                   |             |               |
| 1983  |          | Or                |             |               |
| 1984  |          |                   |             |               |
| 1985  |          | 18e               |             |               |
| 1986  |          |                   |             |               |
| 1987  |          | 20e               |             |               |
| 1988  |          | Bronze            |             |               |
| 1989  |          | 12e               |             |               |
| 1990  |          | 27e               |             |               |
| 1991  | 27e      |                   |             |               |
| 1992  |          | Argent            |             |               |
| 1993  | Argent   |                   |             |               |
| 1994  |          | 9e                |             |               |
| 1995  | 19e      |                   |             |               |
| 1996  |          | 18e               | Bronze      |               |
| 1997  | 36e      |                   |             |               |
| 1998  |          | 28e               | Or          |               |
| 1999  | Or       |                   |             |               |
| 2000  |          | 11e               | 15e         |               |
| 2001  | Argent   |                   |             |               |
| 2002  |          | 10e               |             |               |
| 2003  | 17e      |                   | 15e         |               |
| 2004  |          | 9e                |             |               |
| 2005  | 33e      | 55e               | 4e          |               |
| 2006  |          | 47e               |             |               |
| 2007  | 4e       | 24e               |             |               |
| 2008  |          | 17e               | Bronze      |               |
| 2009  | 10e      | Bronze            |             |               |
| 2010  |          | 30e               |             |               |
| 2011  | 35e      | 75e               | Or          |               |
| 2012  |          | Bronze            |             |               |
| 2013  | 56e      | 8e                | 36e         |               |
| 2014  | 23e      | Argent            |             |               |
| 2015  |          | 31e               |             | Or            |
| 2016  | 8e       | 7e                |             | 4e            |
| 2017  | 15e      | ___               |             | 4e            |
| 2018  | 33e      | 24e               |             | 27e           |